# رهایی خوب (آلبوم)
رهایی خوب (انگلیسی: Good Riddance) اولین آلبوم استودیویی خواننده و ترانه‌سرای آمریکایی، گریسی آبرامز است. این آلبوم در ۲۴ فوریه ۲۰۲۳ از طریق اینترسکوپ رکوردز منتشر شد. پس از انتشار دو آلبوم چندآهنگه  تحسین‌شده، آبرامز ضبط آلبوم «رهایی خوب» را در استودیو لانگ پاند آرون دسنر در دره هادسون، نیویورک، طی ۲۵ روز غیر متوالی آغاز کرد. این آلبوم توسط آبرامز و دسنر نوشته شده و دسنر به تنهایی آن را تهیه کرده است. ماتیاس تلز، تولید اضافی دو قطعه را بر عهده داشت و موسیقی‌دان برایان اینو در نوشتن و تولید قطعه پایانی همکاری کرد. نسخه دیلاکس  این آلبوم با چهار قطعه بونس  در ۱۶ ژوئن ۲۰۲۳ منتشر شد.
«رهایی خوب» عمدتاً یک آلبوم پاپ با وکال‌های زمزمه‌وار است که از پالت صوتی ملودراماتیک و الکترونیک الهام گرفته است. این آلبوم با تمرکز بر مضامینی مانند گناه، شکست عاطفی، هویت فردی، مسئولیت‌پذیری شخصی و بلوغ، دربارهٔ دوستی‌ها، خانواده و جدایی آبرامز از بلیک اسلتکین نوشته شده است. این آلبوم با سه تک‌آهنگ و تور «رهایی خوب» تبلیغ شد. تور این آلبوم در آمریکای شمالی، اروپا و استرالیا برگزار گردید. منتقدان به‌طور کلی نقدهای مثبتی به آلبوم دادند؛ آنها به ترانه‌سرایی اعتراف‌کننده آبرامز اشاره کردند، اما نسبت به تولید دسنر واکنش‌های متفاوتی داشتند. این آلبوم در جدول بیلبورد ۲۰۰ در جایگاه متوسطی قرار گرفت و توسط چندین نشریه در فهرست‌های پایان سال خود به عنوان یکی از بهترین آلبوم‌های ۲۰۲۳ معرفی شد.

## پس‌زمینه
گریسی آبرامز از هشت سالگی به نوشتن خاطرات و نواختن پیانو علاقه‌مند بود. اگرچه فکر نمی‌کرد که هرگز به اجرای موسیقی به صورت حرفه‌ای فکر کند،او اولین آلبوم چندآهنگه خود با عنوان «مینور» را در سال ۲۰۲۰ منتشر کرد، و پس از آن «این همان طوری است که احساس می‌شود» را در سال ۲۰۲۱ عرضه کرد. این آلبوم‌های چندآهنگه باعث جلب توجه موسیقی‌دان‌های سرشناسی مانند بیلی آیلیش، لرد، اولیویا رودریگو، و فیبی بریجرز شدند. آلبوم «مینور» الهام‌بخش تک‌آهنگ شماره یک بیلبورد هات ۱۰۰ رودریگو با عنوان «گواهی‌نامه رانندگی» در سال ۲۰۲۱ بود. این آلبوم‌های چندآهنگه همچنین مورد تحسین منتقدان قرار گرفتند. در طول سال ۲۰۲۲، آبرامز به «تور ترش» رودریگو پیوست و تور «این همانطوری است که احساس می‌شود» را به عنوان هنرمند اصلی برگزار کرد. او بعداً توجه تیلور سوئیفت را جلب کرد که از او دعوت کرد تا به عنوان هنرمند آغازین برای تور «دوره‌ها» اجرا کند. به گفته ان‌ام‌ای، آلبوم «این همان طوری است که احساس می‌شود» ویژگی‌های یک آلبوم اولیه را داشت، اما آبرامز آن را یک «کار منسجم» نمی‌دانست و از نظر درونی بیش از حد «آشفته» بود که به فکر ساخت یک آلبوم اولیه بیفتد. آبرامز عنوان «رهایی خوب» را انتخاب کرد زیرا با وجود اینکه به نظر خشن می‌رسد، او جنبه طنزآمیز آن را دوست داشت: «اینکه بتوانی به راحتی برخی چیزها را دور بیندازی و به فصل بعدی زندگی‌ات قدم بگذاری، بدون توجه به اینکه آن فصل چگونه خواهد بود.» او همچنین احساس می‌کرد که در طول ساخت این آلبوم تغییراتی در زندگی شخصی‌اش رخ داده است، بنابراین به «نسخه‌هایی از خودش که دیگر آنها را نمی‌شناخت» گفت «خداحافظ».

## نوشتن و ضبط
در نوشتن آلبوم «رهایی خوب»، آبرامز تمرین کرد تا در روابط آینده‌اش مسئولیت‌پذیرتر و شریک بهتری باشد. او از همکار سابق خود، آرون دسنر از گروه د نشنال، که قبلاً روی آلبوم «این همان طوری است که احساس می‌شود» کار کرده بود، به عنوان تهیه‌کننده و نویسنده مشترک آلبوم دعوت کرد.این آلبوم در استودیوی لانگ پاند دسنر در دره هادسون، نیویورک ضبط شد.او اغلب روزانه ۱۲ ساعت کار می‌کرد و در حالی که در لانگ پاند با دسنر و خانواده‌اش اقامت داشت، روزانه تا دو آهنگ می‌نوشت. او اخیراً از تهیه‌کننده‌ای به نام بلیک اسلتکین جدا شده بود و در مراحل اولیه نوشتن آلبوم، هنگام نوشتن دربارهٔ این جدایی احساس ناامنی می‌کرد. دسنر آبرامز را متقاعد کرد که به نوشتن و ضبط آهنگ‌ها ادامه دهد و به او گفت که «فضایی برای صداقت بی‌رحم در نوشتن آهنگ‌ها داشتن، موضوع اصلی است». این دو اغلب «گفت‌وگوهای طولانی و صادقانه‌ای دربارهٔ عشق، زندگی و همه چیزهای بین آن‌ها» داشتند.
آبرامز از ۱۲ سالگی طرفدار گروه د نشنال بود. او در سال ۲۰۱۹ از طریق وکیلی که هردو داشتند، با دسنر آشنا شد، زیرا وکیل احساس می‌کرد که آبرامز و دسنر با هم سازگار خواهند بود. توسعه اولیه آلبوم «رهایی خوب» زمانی آغاز شد که دسنر در سال ۲۰۲۱ از او دعوت کرد تا در استودیوی لانگ پاند ترانه‌ای ضبط کند و در نتیجه ده آهنگ ساخته شد. در طول دو سال، آبرامز برای کار با دسنر، هر بار به مدت پنج تا ده روز به لانگ پاند می‌رفت. هر دو آنها در بهار ۲۰۲۲ به «هسته اصلی» آلبوم «رهایی خوب» رسیدند. آبرامز گفت که هنگام کار با دسنر، اصلاً احساس نمی‌کرد که در هیچ جنبه‌ای محدود شده باشد. او احساس خوش‌شانسی می‌کرد که بدون حضور اسلتکین و یکی دیگر از همکاران سابقش، رشد کرده و در نوشتن «رهایی خوب» با دسنر احساس امنیت می‌کرد تا «صدای خود را کشف کند». آبرامز احساس می‌کرد که ضبط در استودیوی دسنر حس آشنایی داشت، از حواس‌پرتی‌ها دور بود و در مقایسه با ضبط در لس‌آنجلس، الهام‌بخش‌تر و راحت‌تر بود. او همچنین گفت که دسنر این توانایی را دارد که به افراد احساس امنیت بدهد تا «خام‌ترین بخش‌های وجود خود را کشف کنند».این آلبوم در حدود ۲۵ روز ضبط شد.
آبرامز متن آهنگ «آمیلی» را مدتها قبل از ضبط آن در یک یادداشت روزانه نوشته بود. این آهنگ در یک ضبط انجام شد، در حالی که دسنر گیتار می‌نواخت و او متن آهنگ را می‌خواند. او احساس می‌کرد که حس طبیعی و اعتماد بین خودش و دسنر در حین ضبط، در این آهنگ نمایان شده است. او آهنگ‌های «می‌دانم جواب نمی‌دهد»، «بهترین» و «مسیر اشتباه» را به عنوان سخت‌ترین آهنگ‌ها برای نوشتن نام برد. تمام آهنگ‌ها به سرعت نوشته شدند، وی در این باره گفت: «سهولتی که بسیاری از کلمات با آن بیرون آمدند، بخش دردناک ماجرا بود». آبرامز همچنین نگران بود که آهنگ‌های آلبوم توسط مردم چگونه درک خواهند شد، زیرا نمی‌خواست کسی فکر کند که آهنگی دربارهٔ او نوشته شده است، در حالی که اینطور نبود. تهیه‌کننده‌ای به نام ماتیاس تلز، تولید اضافی روی آهنگ‌های «می‌دانم جواب نمی‌دهد» و «حالا کجا برویم؟» را بر عهده داشت و موزیسین بریان انو نیز در تهیه آهنگ پایانی آلبوم به نام «همین الان» همکاری کرد. آبرامز مشارکت‌های خود در آلبوم را در ۷ سپتامبر ۲۰۲۲ به پایان رساند.

## ترکیب‌بندی

### بررسی کلی
نسخه استاندارد آلبوم «رهایی خوب» شامل ۱۲ قطعه است؛ در حالی که نسخه دیلاکس چهار قطعه اضافی دارد. این آلبوم عمدتاً دارای صدایی پاپ است با تأثیراتی از ایندی راک. ایزابلا میلر از کلش مگزین گفت که این آلبوم عناصری از «فولک آلترناتیو ترکیب‌شده با الکترونیک‌های بازیگوش» دارد. جین بوآ از پیچفورک این آلبوم را در دسته‌بندی «پاپ زمزمه‌ای»  قرار داد، در حالی که میلر آن را «پاپ دختران غمگین» نامید. میلر همچنین نوشت که «یک تغییر آشکار در جهت صدای آبرامز بوجود آمده»، وی این تغییر را به دنبال انتخاب دسنر به عنوان تهیه‌کننده «یک انتخاب عمدی از سوی آبرامز» نسبت داد. کوردلیا لام از د فورتی فایو معتقد بود که این آلبوم از یک پالت صوتی خلق‌وخویی و الکترونیک الهام گرفته است. هانا مایلریا از ان‌ام‌ای اشاره کرد که این آلبوم شباهت‌هایی به موسیقی فیبی بریجرز و آلبوم «فولکلور» تیلور سوئیفت دارد.
«رهایی خوب» دربارهٔ جدایی آبرامز از اسلتکین، دوستی‌ها و خانواده نوشته شده است. این آلبوم با صدای زمزمه‌وار منحصر به فرد آبرامز، به موضوعاتی مانند احساس گناه، شکست عاطفی، هویت شخصی، مسئولیت‌پذیری فردی، و بلوغ می‌پردازد. مارتین یانگ از دورک نوشت که قطعات آلبوم «به آرامی آغاز می‌شوند و سپس به ابعادی حماسی اما آرام گسترش می‌یابند». سالونی گاجار از د ای‌وی کلاب این آلبوم را «نرم و آرام، اما در عین حال تسکین‌دهنده و دل‌شکن» توصیف کرد. دورک نوشت که این آلبوم را به عنوان: «یک سفر از میان طیفی از احساسات» در نظر گرفته است، او اضافه کرد «هر آهنگ از یک زمزمه به اوجی می‌رسد که ساده‌ترین اما ماندگارترین احساسات را در بر می‌گیرد». مایا گئورگی از رولینگ استون ملودی‌های آلبوم را «ملایم» و «ساده» توصیف کرد و گفت که ترانه‌ها «غم‌انگیز هستند اما همچنان تأثیرگذارند». منتقدان به‌طور جهانی ترانه‌سرایی آبرامز را اعتراف‌کننده توصیف کردند.